# دانيال إتش. ولس
دانيال إتش. ولس هو سياسي أمريكي، ولد في 27 أكتوبر 1814 في Trenton, New York ‏ في الولايات المتحدة، وتوفي في 24 مارس 1891 في مدينة سولت ليك في الولايات المتحدة. نشط حزبياً في People's Party (Utah) ‏.